# Гуни

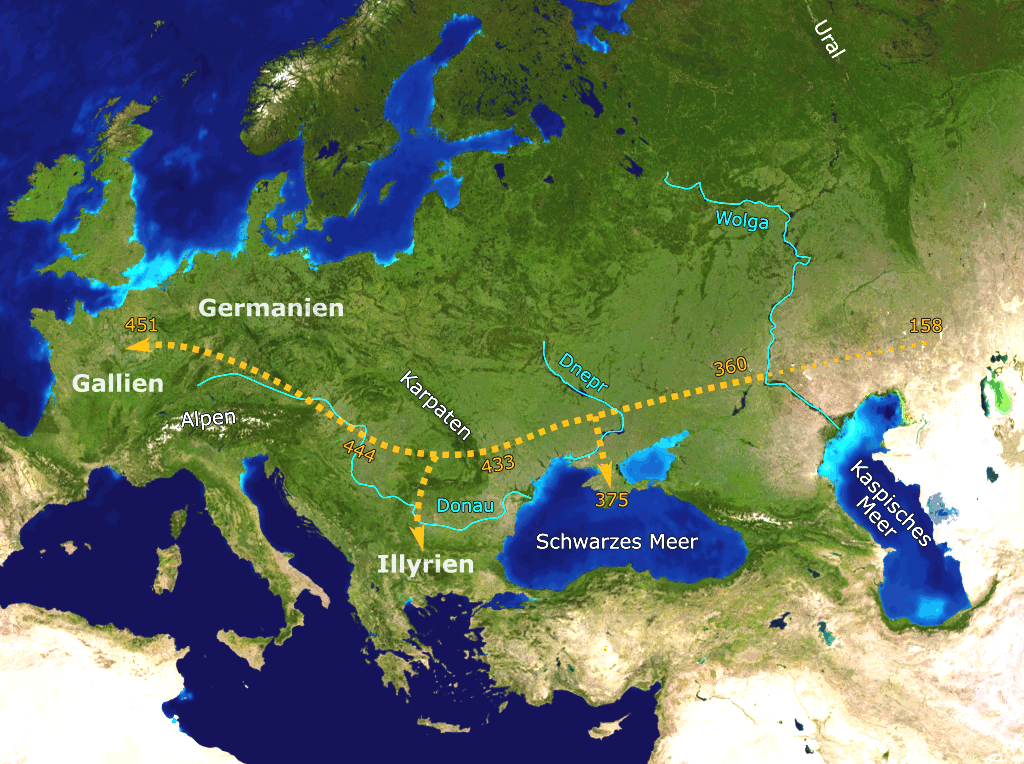
Загальний напрямок просування гунів з Азії в Європу

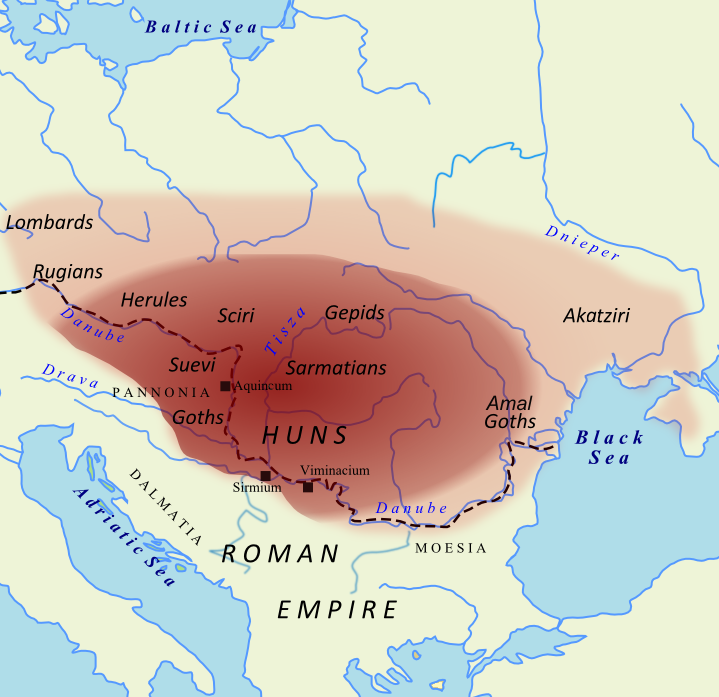
Гуни в Європі

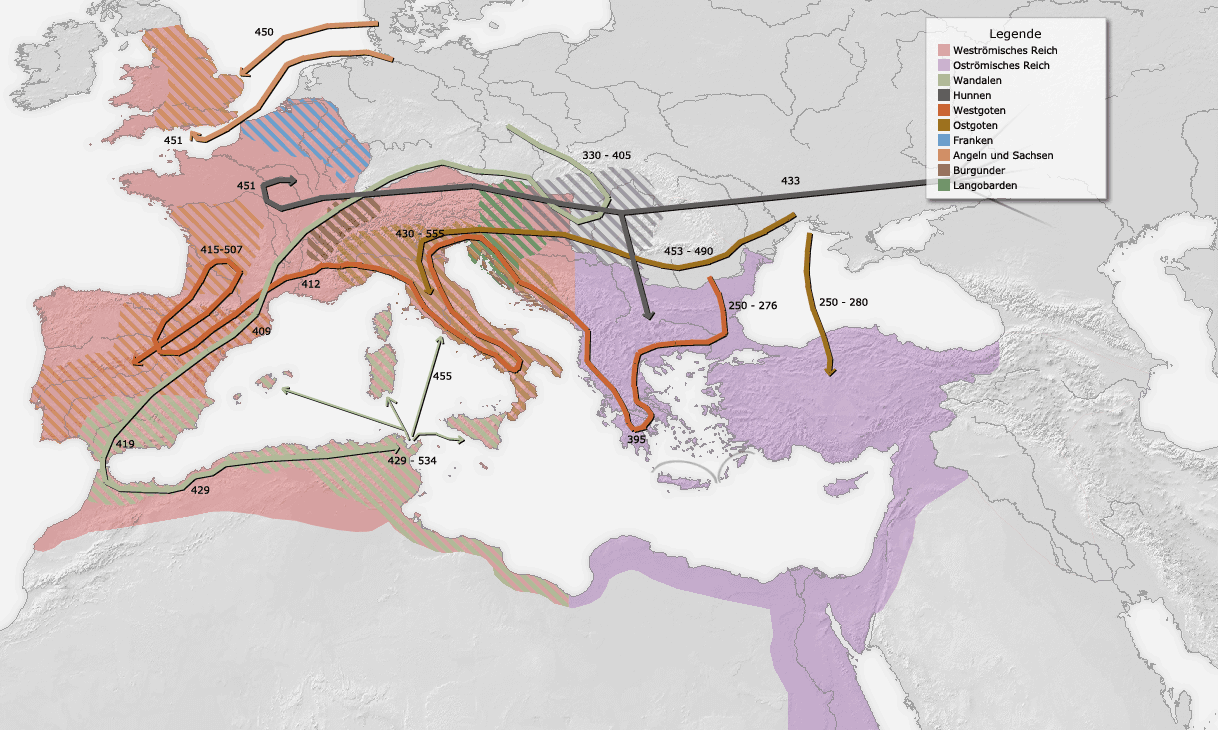
Просування гунів та Велике переселення народів по території Римської імперії

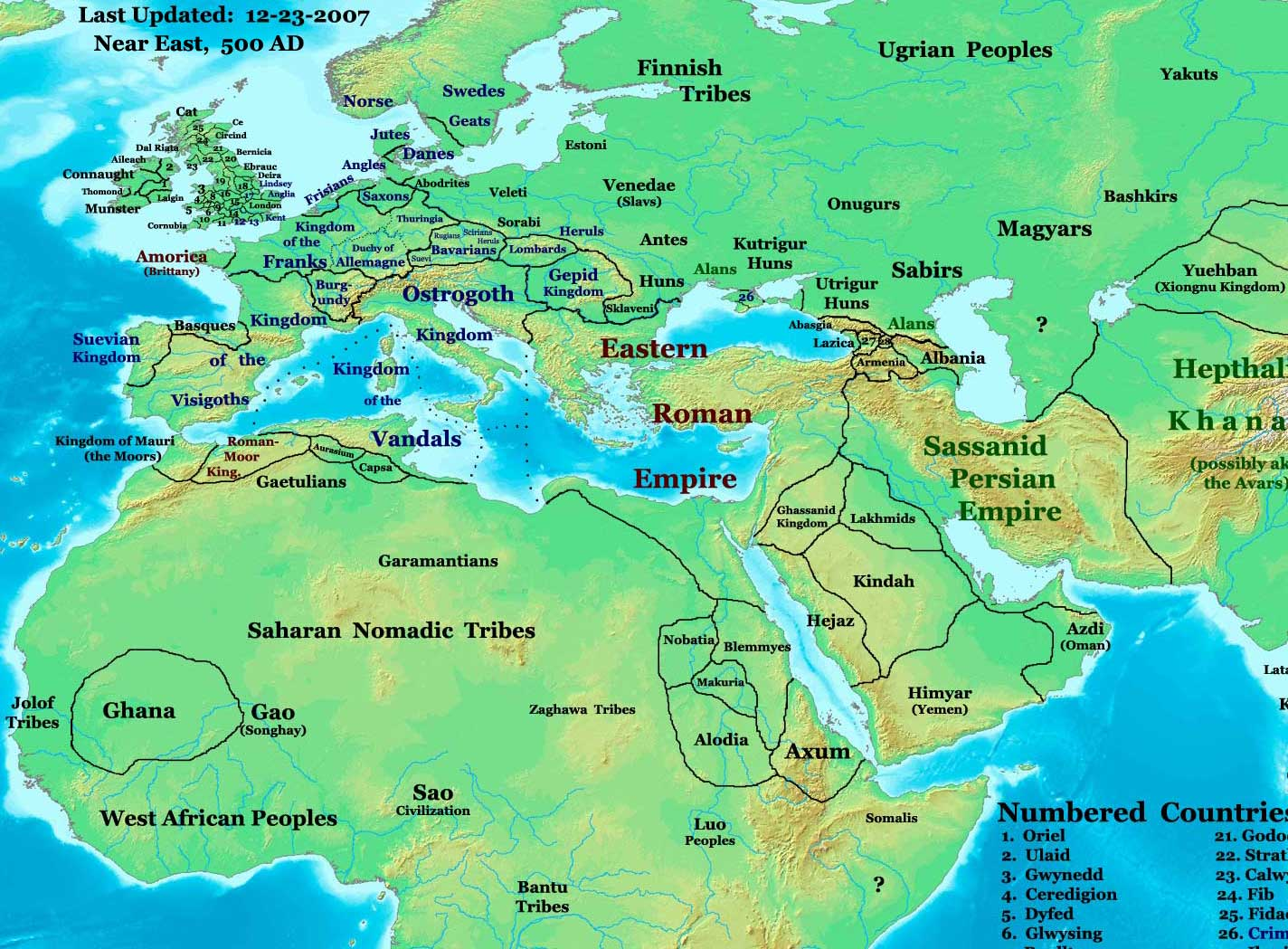
NE 500ad

Гуни (грец. Ούννοι, лат. Hunni) — загальна назва союзу кочових племен епохи Великого переселення народів II—VII століть. Походження гунів до кінця не з'ясовано — одна група вчених відносить їх до тюркомовних народів об'єднаних у III ст. на теренах Північного Китаю, інша — до фіно-угорських; також їхнє етнічне походження більшість вчених виводять із центральноазійського народу хунну (сюнну), який у ІІ ст. н. е. переселився на захід. Хунну розселилися на Середній і Нижній Волзі (Волзько-Уральське межиріччя) наприкінці II ст. н. е., підкорюючи фіно-угорські племена та змішуючись із ними. У середині IV ст. об'єднання племен, очевидно, очолене хуннською верхівкою і відоме античним авторам під назвою гунів, рушило до Північного Причорномор'я, а звідти — в межі Римської імперії.

## Гуни у Європі

### Перші згадки
Вперше про гунів повідомив видатний географ, астроном та математик Клавдій Птолемей, який жив і творив у середині II століття. У своїй «Географії», що базувалась на дослідженнях його попередників, він розташував хунів (Chuni) між роксоланами і бастарнами (останні мешкали в Карпатах). Описуючи Північне Причорномор'я під назвою «Європейська Сарматія», Птолемей зокрема пише: «…між бастарнами і роксоланами живуть хуни». Бастарни тоді населяли Карпати, а на лівому березі Дніпра жило сарматське плем'я — роксолани. Гуни тоді займали південь Правобережної України. У переліку племен Європейської Сарматії Птолемей згадує ще одне окреме гунське плем'я — савари.
Перша письмова згадка про гунів, датована 124-м роком, є у Діонісія Перієгета, який повідомив про прибуття гунського вождя Гуннора на західний берег Каспійського моря[джерело?]. Докладні довідки про європейських гунів, що дійшли до нашого часу, написали Амміан (кінець IV століття), Пріск (середина V століття) та Йордан (середина VI століття), праці Прокопія (середина VI століття).
Візантійські автори наводили кілька варіантів походження гунів. Зокрема, Філосторгій, який народився приблизно 365 року, писав (книга IX,17): «Ці гуни — напевно, народ, який давні називали неврами». Євстафій, який жив у XII столітті писав, що «унни або тунни — каспійський народ із племені скіфів». Інший пізньоримський історик Амміан Марцеліан, хоч і жив у ці часи (IV століття) про походження гунів нічого конкретно також не вказав. Книга XXXI, 2: «Плем'я гунів, про яке мало відомо з давніх пам'яток, живе за Меотійським болотом (Азовське море) біля Льодовитого океану і є диким понад усяку міру».
Центр гунської держави розташовувався біля Дніпра. Так, Йордан згадував, що сини Аттіли повернулись до тих регіонів Скіфії, де протікали води Данапра — Дніпра. Своєю мовою гуни називали його — Вар. Через 500 років Костянтин Багрянородний, пишучи про Північне Причорномор'я, подає одну з назв Дніпра — Варух.

### Етнографія
Найповніше й найправдивіше з усіх авторів того часу описав гунів секретар візантійського посольства 448 року Пріск Панійський у «Візантійській історії», від якої дійшли невеликі уривки, що стосуються гунів. Пріск кілька тижнів був серед них, описав способи ведення війни, житло, харчування, зустріч володаря, прийоми гостей, гунські бенкети (він разом із послом Максиміном двічі бенкетував із самим Аттілою), торгові угоди, назвав зо два десятки імен еліти гунів, а при описі звичаїв гунів, згадує слова «мед» та «страва».
«Оскільки дружина у них складається з різних варварських народів, то і дружинники, окрім своєї варварської мови, переймають один від одного і гунську, і готську, й італійську мову. Італійську — від частого спілкування з Римом…».

### Політична історія

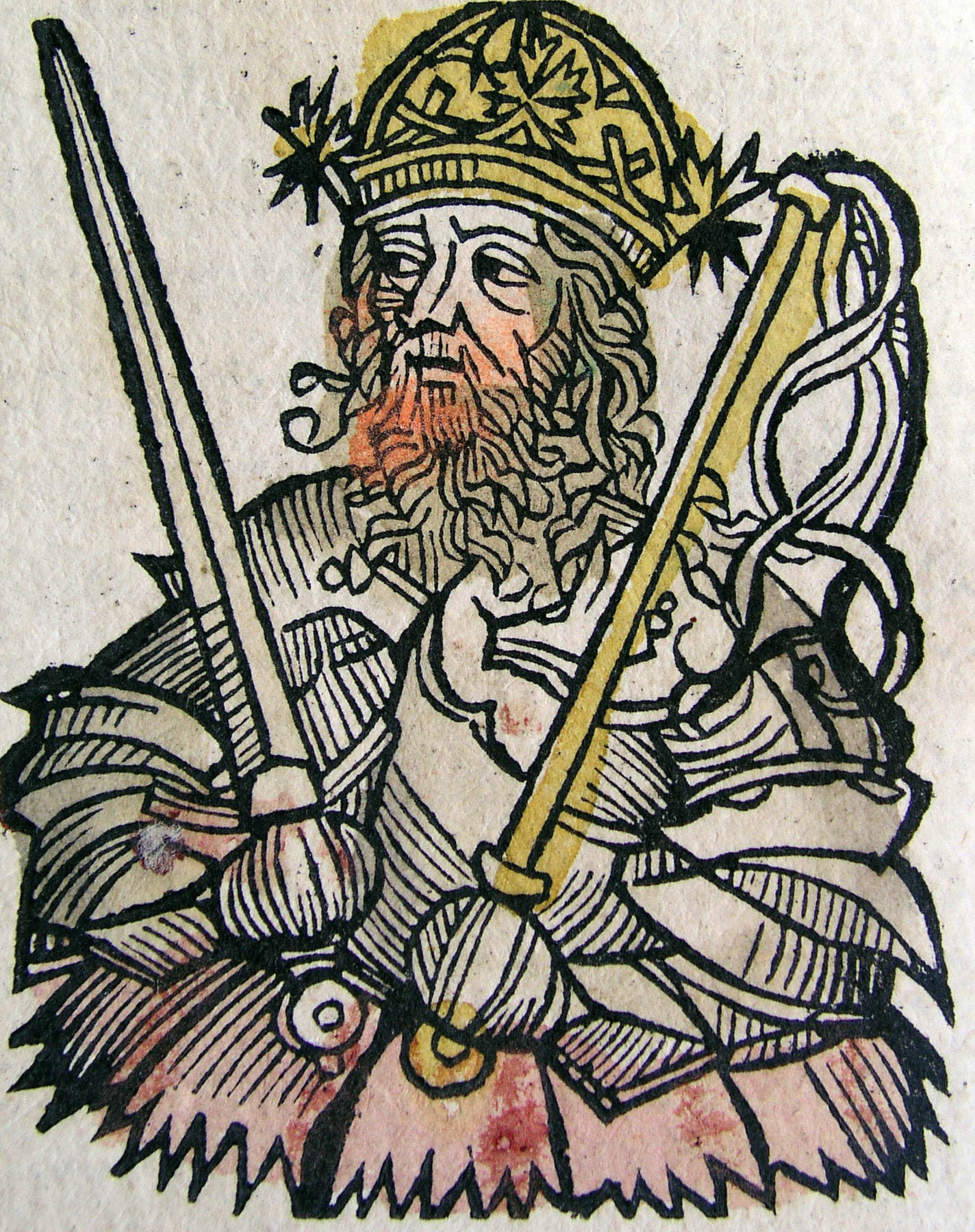
Аттіла. Так уявляли гунського правителя середньовічні художники

Приблизно 370 року гуни підкорили аланів, що сиділи коло Меотиди і на лівім боці Дону, багато їх вирізали, інших прилучили до себе і зі збільшеними силами кинулись на остготів і підкорили більшість з них. Вдерлися до Північного Причорномор'я, зруйнували грецькі міста Боспору Кімерійського разом із м. Пантікапей, знищили майже всі грецькі колонії Причорномор'я. Перейшли р. Дніпро гуни на чолі з вождем Баламбером і знищили готську державу Германаріха, що більшість істориків датує 375-м роком. Частина готів під час війни загинула, частина визнала зверхність гунів, а частина (вестготи-візіготи-тервінги) знайшла притулок у межах Римської імперії на правому березі Дунаю у Фракії.
Пересуваючись далі в Європу гуни потягли з собою частину слов'янських, готських та аланських племен. Як значна політична сила гуни відомі у Європі з 377 року, коли закріпились на території сучасної Угорщини і встановили верховенство над остготами й іншими місцевими племенами. Переважна більшість сучасних дослідників відносить гунів до народів тюркської мовної сім'ї, батьківщиною якої був Саяно-Алтайський регіон.
У 408 р. гуни вдерлися у Фракію.
У 415 р. — в Іллірію.
До 420 р. зайняли Паннонію.
Після вбивства вождя гунів Бледи Аттіла в 445 р. став одноосібним правителем гунської держави і гуни набули найвищої потужності.
Під керівництвом Аттіли вони напали на Візантійську імперію, у 451 р. вдерлись до Галлії і загрожували Риму, але після битви на Каталаунських полях у Шампані залишили Галлію; Східна Римська імперія відкупилася багатою даниною.
Після смерті Аттіли 453 р. гунська держава розпалася, і як політична сила зникла з історичної арени, хоча ще довго назва «гуни» використовувалася у письмових джерелах, як загальна назва всіх кочовиків.

### Військо гунів
У військовій справі гунів чітко простежується зв'язок між хунну Центральної Азії та європейськими гунами.
Гуни були войовничим народом, більшість своїх багатств вони набували у воєнних походах. На чолі війська стояв «цар», що ймовірно обирався з числа старійшин гунських «царських родів» на час війни. У часи Аттіли влада над союзом племен перетворилася вже на спадкову. Нижче царя стояли «логади» («вибрані»), на рівні з ними стояли вожді союзних германських племен. За даними античних авторів, гунська армія була неймовірно численною: Йордан називає 500 000 чоловік у армії Аттіли; більш реальною є висунута дослідниками максимальна цифра 100 000 (на момент битви на Каталаунських полях).
Кістяк війська становила кіннота гунів, однак велику частину війська складали армії союзних германських племен. Головною зброєю гунів був великий складний лук, основною клинковою зброєю — довгий меч чи палаш.

## Битва на Каталаунських полях
Однією з найвідоміших подій історії гунів та пізнього періоду існування Римської імперії була битва на Каталаунських полях. Не існує однозначного трактування результатів цієї битви. Частина дослідників вважає, що перемога була за гунами та залежними від них племенами (зокрема остготами, аланами та іншими), інша — за римлянами та їхніми союзниками (переважно вестготами). Перші з них доводять, що після перемоги гунів на Каталаунських полях, римляни та їхні союзники вночі з другого на третій день втекли з поля битви у невідомому напрямку, залишивши Італію без військового прикриття, що дало можливість гунам через три місяці опісля захопити північну частину країни. У 451 р., після зазначеної події, подальше просування Аттіли було припинене на території Європи.
Важливим доказом того, що Аттіла не втратив військових сил та не зазнав поразки свідчить те, що йому вдалось через рік, навесні 452 року, зібравши нове військо, напасти на Італію. Він захопив Аквілею, Конкордію, Альтінум, Патавіум (сучасна Падуя), розграбував Медіолан (сучасний Мілан) і Тіцинум (сучасна Павія); перед ним відкрили ворота Віцетія (сучасна Віченца), Верона, Бріксія (сучасна Брешія) і Бергамум (сучасний Бергамо). Проте після зустрічі з римським єпископом Левом I на березі річки Мінций (сучасна Мінчо) Аттіла відмовився від планів походу на Рим, задовольнившись обіцянкою щорічної дані. Лише смерть Аттіли 453 року зупинила його грандіозні плани.
Поразкою Західноримської імперії відразу ж скористалась Східноримська — восени цього ж року був скликаний Халкідонський вселенський церковний собор (хоча попередній був лише 449 року в Ефесі), який визнав за Константинопольським патріархом першість у християнських церквах. А через 25 років Західноримська імперія припинила існування.
Інші історики наполягають на твердженні, що гуни відступили, а отже, програли цю битву. Проте римляни зазнали таких значних втрат, що теж змушені були відступити. На підтвердження цієї теорії виступає і той факт, що полководець Флавій Аецій, який стояв на чолі римського війська в тій знаменній битві, був удостоєний тріумфу після повернення у столицю.
Після смерті Аттіли 453 року влада гунів зменшилась через повстання підлеглих народів.

## Східно-азійська версія походження гунів

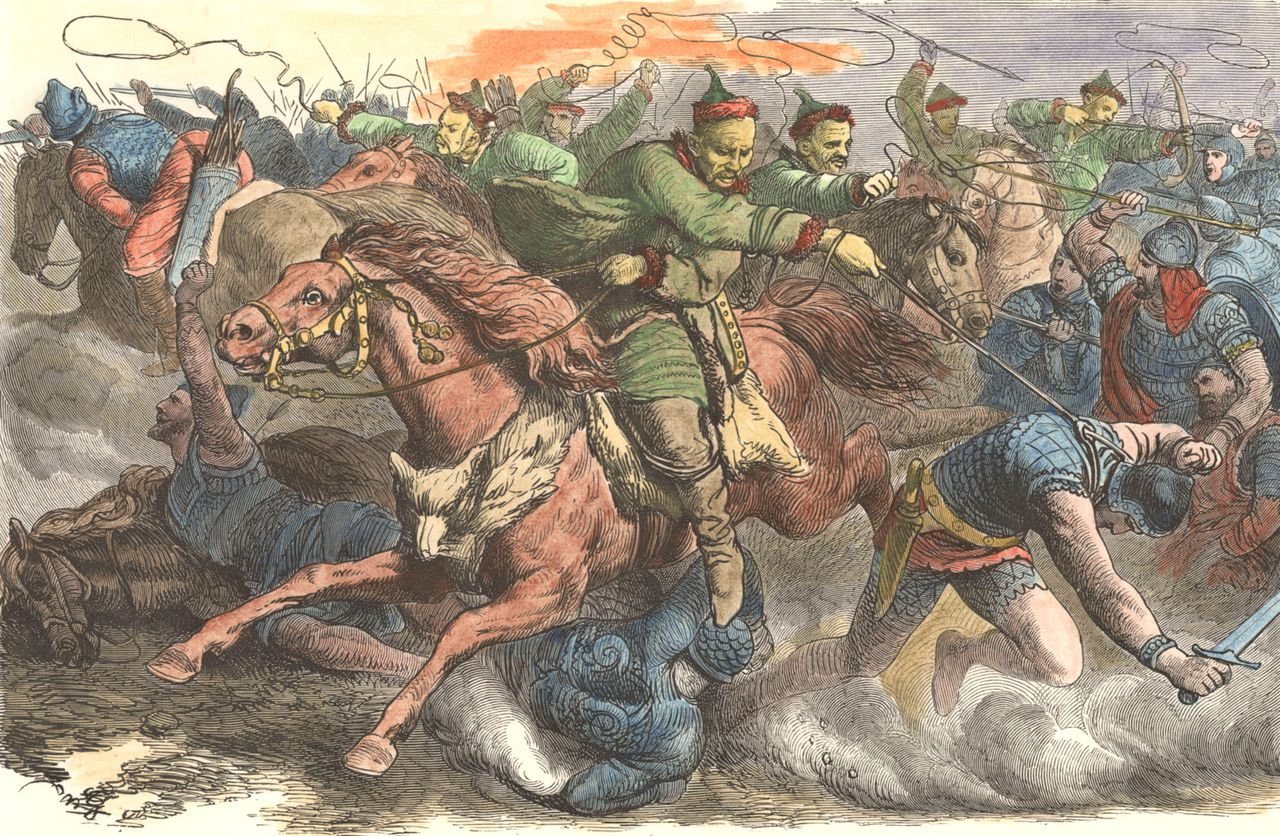
«Бій гунів з аланами», малюнок Johann Nepomuk Geiger (1873 рік). Так уявляли собі гунів художники XIX століття

### Лінгвістика
Азійське походження гунів виводиться із наявності великої кількості східних елементів у матеріальній культурі гунів та подібністю звучання етнонімів «хунну» та «гуни».
Першим ототожнив європейських гунів із китайськими хунну французький вчений Жозеф де Гінь (фр. Joseph de Guignes), який у 1748 році першим поставив питання про дослідження загадки етнічного походження гунів на науковому рівні. З того часу, історики, філологи, археологи та етнографи продовжують дослідження та дискусії. Проте питання і досі залишається невирішеним. Дослідження гунської мови займає центральне місце у цій дискусії, хоча не дає однозначної відповіді на усі запитання, а лише констатує факти багатонаціонального складу гунської спільноти, у мові якої переважають тюрксько-мовні елементи. Загалом переважна більшість сучасних дослідників відносить гунів до народів тюркомовної сім'ї, батьківщиною якої був Саяно-Алтайський регіон.
Відтоді багато вчених вважає, що гуни — це тюркомовний народ центрально-азійського походження, яка пов'язана з кочовою імперією Хунну (Xiongnu), яку розгромила імперія Хань і витіснила на захід.
Хунну — кочовий тюркський народ, перші повідомлення про який датовані 2-м тисячоліттям до н. е. Саме тоді хунну перейшли через Велику Китайську стіну і вдерлись до Китаю. Білі гуни або ефталіти, споріднений народ, нападали на Персію і північну Індію в VI ст. до н. е. і V століттях до н. е.
Основним адептом теорії про прихід гунів з-під Китаю був російський вчений Лев Гумільов. Основи цієї теорії викладені в «Радянській історичній енциклопедії» (Москва, 1963 р., Т. 4, С. 899) і описуються так: 
| «Момент народження етносу «хунну» пов'язано з переходом племен хяньюнь і хунюй з південної окраїни Гобі в північну… В IV ст. до Р. Х. хунни створили міцну державу… Розкол хуннів почався в середині I ст. до Р. Х. і закінчився в середині II ст. від Р. Х. Хунни поділились на чотири частини. «Непідкорені» відступили з боями на берег Яїка і Волги… Скільки хуннів могло піти на захід? Щонайбільше — 20—30 тисяч воїнів без жінок, дітей, старих, не здатних винести відступ чужою країною, без передиху, бо сяньбійці переслідували хуннів і вбивали відстаючих.»[12] |
Пізніші дослідники ставили під великий сумнів ототожнення гунів із китайським плем'ям, рівно як і ім'я Аттіли виводили з готського походження.

### Етнографія
В описах сучасників, а також деяких пізніших назвах «гуни» вживається поряд із назвою болгари-булгари, що вказує на те, що хоча б в деяких випадках, але гуни ототожнювалися з жителями стародавньої Великої Булгарії, — держави утвореної союзом кочових племен різного походження (прототюрків, протоугро-фінів, протослов'ян) на землях від Волги до Дунаю, яка згодом розпалась на Дунайську і Волзьку Булгарію, а також на державу угрів-угорців на землях сучасної Угорщини — Хунгарія в сучасних європейських мовах. Це дає підстави виводити прабатьківщину гунів з Поволжя.
Сучасні угорці так само як і сучасні германські народи вважають себе нащадками гунів. У часи панування гунів матеріальна культура українського степу та лісостепу визначалася місцевою сармато-аланською культурою, ускладненою елементами культури кочовиків Середньої Азії.
Найбільш аргументованою гіпотезою якої притримується більша частина наукового співтовариства щодо походження гунів вважається тюркська. А не встановленого походження тому, що слово гуни об'єднує, за співзвучністю, три[джерело?] окремих народи, які нічого спільного в етнічному плані не мають:
1. Хунну — кочовий тюркський народ, перші повідомлення про який датовані II тисячоліттям до н. е. Рештки, переслідуваних у Китаї, малоймовірно добралися (у IV ст. до н. е.) до р. Волги.

1. Уни тобто «союзники», як називали в Західній Європі представників Антського союзу (270 р. — середина VIII ст.)